# In Ziza
In Ziza ist eine Oase in der algerischen Sahara.

## Lage
Die Oase In Ziza liegt ca. 300 km nordöstlich von Bordj Badji Mokhtar, ca. 5 km nördlich des nördlichen Wendekreises und ca. 170 km östlich der Tanezrouftpiste bzw. Nationalstraße 6, einer wichtigen Nord-Süd-Route und Verbindung nach Mali.
Die Oase liegt im Zentrum des Adrar In Hihaou.
Die Quelle speist den Oued Tirahart der im Erg n'Ataram versickert.